# Anders Tellen
Anders Tellen (* 2. Mai 1969 als Anders Pulpanek in Dortmund) ist ein deutscher Skateboarder. Der Vert-Fahrer gewann bei dem Münster Monster Mastership 1987 den Amateur-Weltmeister-Titel.

## Karriere
Erste Skateboard-Erfahrungen sammelte Tellen, indem er ein eigenes Setup aus Rollschuhen und ein selbsterstelltes Brett im Jahr 1978 zusammengebaut hat. Daraufhin bekam er 1979, zusammen mit seinem Bruder, sein erstes Komplettboard. Innerhalb seiner Heimatstadt lernte er die Skateboard-Szene kennen, kam unter anderem mit Florian Böhm in Kontakt und erfuhr persönliche Fortschritte im Bereich Vert im Jahr 1983.
1986 wurde er Teil des Titus-Skates-Teams und war somit Amateur im Skateboarding. Daher konnte er 1987 am Münster Monster Mastership teilnehmen, an dem ebenfalls Größen wie Steve Caballero, Lance Mountain und Claus Grabke teilnahmen. Zu seiner Überraschung gewann er den Wettbewerb als Amateur-Weltmeister.
Dank seiner Erfolge im Skateboarding wurden Skateboard-Fotos zu Werbezwecken auch im US-Printbereich verwendet. Durch diese Verbindung gründete er die Skateboard-Marke RAD (Ride Anders Design).
2001 trat er erneut bei dem Münster Monster Mastership in der Kategorie „Legends“ an. Er war der einzige lokale Skateboarder, der mit amerikanischen Pionieren wie Jim Gray, Chris Borst, Mike Vallely, Kevin Staab, Eddie Reategui oder Dave Duncan mithalten konnte.
Tellen nimmt an diversen Bowl-Contests teil. So fuhr er z. B. in Australien auf dem „Bowl-A-Rama Bondi“-Contest in der Masters-Klasse – u. a. gegen den drittplatzierten Nicky Guerrero und die erstplatzierte Skateboardlegende Tony Hawk. Er selbst erzielte im Finale den 5. Platz.